# Marcos Senna
Marcos Antônio Senna da Silva (sinh ngày 17 tháng 7 năm 1976) được biết đến với tên gọi Marcos Senna là một cựu cầu thủ bóng đá người Tây Ban Nha gốc Brasil, chơi ở vị trí tiền vệ trung tâm.
Anh được biết đến với khả năng chuyền bóng và sút xa và là một chuyên gia sút phạt. Phần lớn sự nghiệp chuyên nghiệp của mình, anh gắn bó với Villarreal ở Tây Ban Nha. Tổng cộng Marcos Senna thi đấu 363 trận đấu chính thức trong 11 mùa giải, trong đó có 10 mùa giải ở La Liga, ghi được tổng cộng 40 bàn thắng. Anh giã từ sự nghiệp thi đấu chuyên nghiệp trong màu áo của New York Cosmos, nơi mà anh đã giành được 2 danh hiệu vô địch.
Sinh ra ở Brasil nhưng Marcos Senna thi đấu cho đội tuyển quốc gia Tây Ban Nha trong 4 năm, góp mặt trong FIFA Worldcup 2006 và EURO 2008. Anh đã dành chức vô địch EURO 2008 và được vinh danh trong đội hình tiêu biểu gồm 23 cầu thủ xuất sắc nhất giải đấu.

## Sự nghiệp câu lạc bộ

### Villarreal
Sinh ra ở São Paulo, Marcos Senna bắt đầu sự nghiệp của mình trong màu áo câu lạc bộ địa phương Rio Branco Esporte Clube. Sau khi chơi cho một số câu lạc bộ tại Brasil, anh chuyển đến Tây Ban Nha thi đấu cho Villarreal vào năm 2002 từ São Caetano. Trong hai mùa giải đầu tiên khoác áo "tàu ngầm vàng", anh chỉ có 25 lần được ra sân ở La Liga, tuy nhiên điều này chủ yếu là do chấn thương đầu gối nghiêm trọng vào tháng 8 năm 2003. Tuy nhiên, sau khi bình phục chấn thương, anh trở thành một cầu thủ ở đội hình xuất phát không thể thay thế, giúp câu lạc bộ vào đến tận bán kết UEFA Champions League 2005–06. Anh sau đó trở thành đội trưởng của câu lạc bộ.
Vào mùa hè năm 2006, Senna gần như sẽ gia nhập Manchester United khi hợp đồng với Villarreal chỉ còn lại một năm, và câu lạc bộ sẵn sàng để anh ra đi với mức phí chuyển nhượng chỉ 4 triệu bảng Anh. Tuy nhiên, thỏa thuận bị đình trệ khi Manchester United theo đuổi Owen Hargreaves nhưng Bayern München từ chối bán. Và khi Manchester United quay lại với lời đề nghị mua Marcos Senna vào hạn chót chuyển nhượng thì Villarreal từ chối. Anh thất vọng với động thái đó và quyết định ở lại Villarreal, ký gia hạn 3 năm hợp đồng ngay sau khi kỳ chuyển nhượng đóng cửa.
Vào ngày 27 tháng 4 năm 2008, Senna đã ghi một bàn thắng từ bên trong vòng tròn trung tâm vào lưới Real Betis mà anh coi là bàn thắng đẹp nhất trong sự nghiệp. Mùa giải đó, anh ghi thêm được 3 bàn thắng nữa trong tổng số 33 trận ra sân, Villarreal đã kết thúc vị trí thứ hai, thành tích tốt nhất mà câu lạc bộ đạt được, sau nhà vô địch Real Madrid.
Sau gần hai mùa giải mệt mỏi với các vấn đề về thể chất, Marcos Senna lúc này đã 35 tuổi đã trở lại với thể lực sung mãn trong mùa giải La Liga 2011–12 với tư cách là cầu thủ kiến tạo của Cộng đồng Valencia. Vào ngày 21 tháng 3 năm 2012, anh ghi bàn từ một tình huống cố định để gỡ hòa ở phút thứ 83 cho đội nhà trước Real Madrid, nhưng kết thúc mùa giải, câu lạc bộ của anh xuống hạng sau 12 năm khi xếp ở vị trí thứ 18 chung cuộc.

### New York Cosmos
Vào ngày 13 tháng 6 năm 2013, sau khi giúp Villarreal trở lại với giải đấu cao nhất của Tây Ban Nha, Marcos Senna đã ký hợp đồng với câu lạc bộ New York Cosmos lúc đó đang thi đấu tại North American Soccer League mới thành lập với một khoản phí không được tiết lộ. Anh có trận ra mắt vào ngày 3 tháng 8 trong chiến thắng 2-1 trước Fort Lauderdale Strikers. Bàn thắng đầu tiên anh ghi được cho câu lạc bộ là ngày 1 tháng 9 trong trận hòa 1-1 với Edmonton. Trong năm đầu tiên, anh cùng câu lạc bộ vô địch North American Soccer League 2013 và Soccer Bowl sau khi đánh bại Atlanta Silverbacks FC ở trận chung kết với bàn thắng duy nhất do anh ghi được ở phút thứ 50.
Vào ngày 13 tháng 11 năm 2013, Marcos Senna được Villarreal mời thi đấu trận đấu tôn vinh, trong chiến thắng 3–0 trước Cosmos. Anh kiến tạo cho Jérémy Perbet ghi bàn đầu tiên. Và để cảm ơn những đóng góp của anh, khán giả trên sân đã đồng loạt vỗ tay ở phút thứ 19 (trùng với số áo anh mặc), và anh chơi thêm 20 phút ở đầu hiệp hai trước khi rời sân trong tràng pháo tay của khán giả.
Senna ghi bàn thắng đầu tiên trong mùa giải mới vào ngày 12 tháng 5 năm 2014, bàn thắng quyết định trong chiến thắng 1–0 trên sân nhà trước nhà vô địch mùa xuân Minnesota United FC, đội đã nhận trận thua duy nhất mùa giải. Bàn thắng thứ hai vào ngày 9 tháng 8 trong chiến thắng 2-1 trước Silverbacks. Anh đã giúp câu lạc bộ đứng ở vị trí thứ ba trong bảng xếp hạng tổng cũng như một xuất tranh Soccer Bowl 2014 nhưng đã để thua trước nhà vô địch của giải đấu đó là San Antonio Scorpions.
Ngày 10 tháng sáu năm 2015, một tháng trước sinh nhật lần thứ 39 của mình, Marcos Senna tuyên bố sé giã từ sự nghiệp thi đấu chuyên nghiệp vào cuối mùa giải. Trận đấu cuối cùng của anh là Soccer Bowl vào ngày 15 tháng 11, và câu lạc bộ của anh đã giành chiến thắng 3-2 trước Ottawa Fury FC.

## Sự nghiệp quốc tế
Anh nhập quốc tịch Tây Ban Nha vào năm 2006, cùng với đội tuyển bóng đá quốc gia Tây Ban Nha tham dự FIFA World Cup 2006 và UEFA Euro 2008. Anh có lần đầu tiên khoác áo đội tuyển quốc gia vào ngày 1 tháng 3 trong một trận đấu giao hữu với Bờ Biển Ngà tại Valladolid.
Trong trận tứ kết của EURO 2008, anh là người đã sút quả phạt đền thứ ba thành công qua đó giúp Tây Ban Nha thắng Ý với tỉ số 4-2 trong loạt luân lưu. Trong trận chung kết với Đức, anh được ra sân ngay từ đầu và chơi trọn vẹn trong chiến thắng 1-0 giúp Tây Ban Nha có lần thứ hai vô đich châu Âu. Marcos Senna có tên trong đội hình tiêu biểu 23 cầu thủ của giải. Một số chuyên gia và nhà báo cũng đánh giá anh chính là cầu thủ xuất sắc nhất giải đấu.
Bàn thắng quốc tế đầu tiên của Marcos Senna là vào lưới Armenia vào ngày 10 tháng 9 năm 2008 trong chiến thắng 4–0 tại vòng loại FIFA Worldcup 2010 khu vực châu Âu. Vào ngày 20 tháng 5 năm 2010, sau một mùa giải không mấy thành công với Villarreal, bởi một số vấn đề về thể chất, cầu thủ 33 tuổi đã bị loại khỏi đội hình của đội tuyển Tây Ban Nha tham dự FIFA Worldcup 2010 và thay thế bằng Sergio Busquets của FC Barcelona, giải đấu mà Tây Ban Nha trở thành nhà vô địch thế giới.

## Cuộc sống cá nhân
Em trai của anh là Márcio Senna cũng là một cầu thủ bóng đá. Marcos Assunção, cầu thủ đã từng thi đấu cho A.S. Roma và Real Betis cũng là anh họ của Marcos Senna, cả hai đều chơi ở vị trí tiền vệ.
Marcos Senna là một tín đồ Kitô hữu và anh ấy đã nói về đức tin của mình trong bộ phim tài liệu "The Prize: Chasing the Dream" cùng với Kaká. Cùng với Raúl Albiol và Guillermo Franco họ cùng nhau thành lập Evangélico FC vào năm 2008, một tổ chức bao gồm 140 vận động viên và 16 huấn luyện viên nhằm mục đích quảng bá các giá trị Cơ đốc giáo trong giới vận động viên trẻ ở Tây Ban Nha.

## Thống kê sự nghiệp

### Câu lạc bộ
Nguồn:
| Câu lạc bộ        | Mùa giải          | Giải đấu | Giải đấu  | Cúp  | Cúp       | Châu Âu | Châu Âu   | Tổng | Tổng      |
| Câu lạc bộ        | Mùa giải          | Trận     | Bần thắng | Trận | Bần thắng | Trận    | Bần thắng | Trận | Bần thắng |
| ----------------- | ----------------- | -------- | --------- | ---- | --------- | ------- | --------- | ---- | --------- |
| Corinthians       | 2000              | 16       | 0         | -    | -         | -       | -         | 16   | 0         |
| Juventude         | 2001              | 12       | 1         | -    | -         | -       | -         | 12   | 1         |
| São Caetano       | 2002              | 14       | 1         | -    | -         | -       | -         | 14   | 1         |
| Villarreal        |                   |          |           |      |           |         |           |      |           |
| 2002–03           | 16                | 2        | 0         | 0    | 0         | 0       | 16        | 2    |           |
| 2003–04           | 9                 | 0        | 0         | 0    | 1         | 0       | 10        | 0    |           |
| 2004–05           | 29                | 2        | 0         | 0    | 10        | 0       | 39        | 2    |           |
| 2005–06           | 30                | 3        | 0         | 0    | 13        | 1       | 43        | 4    |           |
| 2006–07           | 33                | 0        | 2         | 0    | 1         | 0       | 36        | 0    |           |
| 2007–08           | 34                | 4        | 5         | 1    | 4         | 1       | 43        | 6    |           |
| 2008–09           | 27                | 2        | 0         | 0    | 8         | 2       | 35        | 4    |           |
| 2009–10           | 30                | 1        | 3         | 0    | 7         | 3       | 40        | 4    |           |
| 2010–11           | 20                | 1        | 1         | 0    | 6         | 0       | 27        | 1    |           |
| 2011–12           | 31                | 5        | 1         | 0    | 6         | 0       | 38        | 5    |           |
| 2012–13           | 33                | 5        | 0         | 0    | 0         | 0       | 33        | 5    |           |
| Tổng              | 292               | 25       | 12        | 1    | 56        | 7       | 360       | 33   |           |
| New York Cosmos   | 2013              | 13       | 5         | 1    | 1         | 0       | 0         | 14   | 6         |
| New York Cosmos   | 2014              | 20       | 4         | 1    | 0         | 0       | 0         | 21   | 4         |
| New York Cosmos   | 2015              | 18       | 3         | 3    | 0         | 0       | 0         | 21   | 3         |
| New York Cosmos   | Tổng              | 51       | 12        | 5    | 1         | 0       | 0         | 56   | 13        |
| Tổng số sự nghiệp | Tổng số sự nghiệp | 385      | 39        | 17   | 2         | 56      | 7         | 458  | 48        |

### Bàn thắng quốc tế
| #  | Ngày                | Địa điểm                                            | Đối thủ | Bàn ghi | Kết quả | Giải đấu                     |
| -- | ------------------- | --------------------------------------------------- | ------- | ------- | ------- | ---------------------------- |
| 1. | 10 tháng 9 năm 2008 | Sân vận động Carlos Belmonte, Albacete, Tây Ban Nha | Armenia | 4–0     | 4–0     | Vòng loại FIFA Worldcup 2010 |

## Danh hiệu

### Câu lạc bộ
Corinthians
- Campeonato Brasileiro Série A: 1999
- Campeonato Paulista: 1999
- Giải vô địch bóng đá thế giới các câu lạc bộ: 2000

Villarreal
- UEFA Intertoto Cup: 2003, 2004

New York Cosmos
- North American Soccer League: 2013, 2015
- Soccer Bowl: 2013, 2015
- North American Supporters' Trophy: 2015

### Quốc tế
Tây Ban Nha
- Giải vô địch bóng đá châu Âu: 2008

### Cá nhân
- Giải vô địch bóng đá châu Âu: Đội hình xuất sắc nhất 2008
- Giải thưởng Don Balón – Cầu thủ Tây Ban Nha xuất sắc nhất năm: 2008